# 31378 Neidinger
31378 Neidinger è un asteroide della fascia principale. Scoperto nel 1998, presenta un'orbita caratterizzata da un semiasse maggiore pari a 2,3549382 UA e da un'eccentricità di 0,1515571, inclinata di 2,75786° rispetto all'eclittica.